# حمدان العبري
حمدان العبري (ولد في 18 أبريل 1981 في دبي ) هو مغني وكاتب أغاني وأحد مؤسسي فرقة الروح ABRI ومقرها دبي.  بدأ عبري الغناء في سن مبكرة وبدأ حياته المهنية مع العديد من الفرق والفرق في دبي وخارجها. أصدر عبري والفرقة ألبومين مشهود لهم على نطاق واسع في تتابع سريع نسبيًا: سنشيلد & ملاحظات فارغة.  قامت فرقة ABRI بجولة في الهند والبحرين والمملكة المتحدة وجزر المالديف والإمارات العربية المتحدة وقدمت عروضًا جنبًا إلى جنب مع إيريكا بادو وزيغي مارلي واعتقلا التنمية وكاني ويست وجوس ستون.
في نهاية عام 2009 عندما انتقل عضو فرقةABRI جوليان سيمزإلى البرازيل وانتقل أندريه أرثيرلي إلى المملكة المتحدة، قرر Abri العمل في مسيرته الفردية. وقد أصدر منذ ذلك الحين أول ظهور منفرد له بعنوان EP.
تم بث أول أغنية منفردة له "(إعادة) الولادة " في البرنامج التلفزيوني الأمريكي الشهير CSI، (الموسم 12، الحلقة 3 "حلو ومر") وتم بث الأغنية المنفردة اللاحقة "هبوط" في البرنامج التلفزيوني الأمريكي الجديد لسارة ميشيل جيلار. رينجر (الموسم 1، الحلقة 7). 

## حياة سابقة
ولد حمدان العبري في دولة الإمارات العربية المتحدة في 18 أبريل 1981. تزوج والداه، مكرم العبري، موسيقي زنجباري، وفاطمة مطر تاجير، طبيبة من أصول أوغندية وقمرية وهندية، وانتقلا إلى الإمارات العربية المتحدة في أواخر الستينيات.
لعبت الموسيقى دورًا بارزًا في تنشئة حمدان. والده موسيقي زنجيباري عزف موسيقى تعرب : نوع موسيقي أفريقي مع مزيج من العربية والهندية. قدم مكريم أداءً واسعاً في زنجبار. غنى وعزف على الجيتار، والجيتار، ولوحة المفاتيح، والأكورديون الفرنسي. درس حمدان في مدرسة الشويفات الدولية في الشارقة، حيث شجعه زملائه على الانضمام إلى النادي الموسيقي.
بعد أن أنهى دراسته في عام 2001، انتقل إلى ميامي ودرس في جامعة ميامي للفنون والتصميم.  أثناء وجوده في الكلية، انضم إلى فرقة موسيقى الروك تسمى Plex، والتي غنى فيها غناءً رئيسيًا.
عندما عاد حمدان إلى دبي، قرر تكريس كل جهده ليكون موسيقيًا متفرغًا.

## حياة مهنية
في أكتوبر 2005 شكل حمدان وجوليان سيمز فرقة الروح ABRI. غنى حمدان غناء بارزا وعزف سيمز على لوحة المفاتيح. انضم جاستن أثيرلي كعازف قيثارة وانضم شقيقه أندريه أثيرلي لاحقًا كعازف الدرامز. تم استبدال جاستن برامي لقيس عندما عاد إلى المملكة المتحدة. أصدر عبري ألبومهم الأول سنشيلد في عام 2006 ويتألف من 12 أغنية.
الألبوم من تأليف حمدان، باستثناء أغنية "باك تو ذا صن" التي كتبها جوليان سيمز الذي أنتج الألبوم أيضًا. وضع سنشيلد عبري في مقدمة المشهد الموسيقي الإماراتي حيث تم تشغيل أغانيهم على محطات الإذاعة المحلية. بدأ عبري في الأداء الحي في أماكن في جميع أنحاء البلاد. تم ترشيح ABRI لاحقًا لأفضل عمل جديد لـ إم تي في العربية وفاز بعدد من الجوائز المحلية. 
في عام 2009، أصدر ABRI ألبومهم الثاني ملاحظات فارغة يعيد تشكيل ستة من المقطوعات الموسيقية من سنشيلد. يحتوي الألبوم على 12 مسارًا في المجموع. تم بيع ملاحظات فارغه في فيرجن ميجاستورز في الشرق الأوسط وتم توزيعه بواسطة ماجستير الموسيقى.

### 2009
في نهاية عام 2009، انتقل العضو المؤسس جوليان سيمز إلى البرازيل وعاد عازف الدرامز أندريه أثيرلي إلى المملكة المتحدة.
مع رحيل نصف أعضاء الفرقة، قرر حمدان أن الوقت قد حان لبدء العمل في مسيرته الفردية. على الرغم من التقارير الإعلامية الواسعة عن انقسام الفرقة، يصر حمدان على أن الفرقة في فترة توقف.

### 2010
انتقل حمدان إلى المملكة المتحدة لمدة 8 أشهر للعمل في مسيرته الموسيقية الفردية. هناك التقى بالمنتج البريطاني ياسر أندرسون المعروف أيضًا باسم غفوة دوق، وعملوا معًا على 3 من المسارات الخمسة في EP.

### 2011
في أكتوبر، أصدر حمدان أول أغنية فردية له بعنوان EP الذي يحتوي على خمسة مسارات، كتبها حمدان العبري. في EP المنفرد، ابتعد حمدان عن أسلوب جازي / فونك لـ ABRI نحو نهج تجريبي إلكتروني. يتكون EP من 5 مسارات:
1. هنا
2. حياة
3. (إعادة) الولادة
4. الشوق
5. هبوط

التقط حمدان لقطة للإنتاج لأول مرة مع الشوق. كما شارك في الإنتاج هنا مع عضو فرقته السابق رامي لقيس. تم إنتاج بقية المسارات بواسطة ياسر أندرسون المعروف أيضًا باسم غفوة دوق.